# Vilijam Kongrev
Vilijam Kongrev (24. januar 1670. Bardži, Zapadni Jorkšir, Engleska – 19. januar 1729. London, Velika Britanija) bio je engleski dramski pisac i pesnik. Poznat  po tome što je oblikovao englesku komediju kroz svoje briljantne komične dijaloge, izneo svoj satirični prikaz rata i što je uticao na stil komedije ponašanja tog perioda. Bio je i sporedna politička ličnost u britanskoj partiji zvanoj Vigovci.

## Rano doba njegovog života
Vilijam Kongrev je rođen u Bardžiju, Zapadni Jorkšir, Engleska. Njegovi roditelji su bili pukovnik Vilijam Kongrev (1637–1708) i Meri Brauning (1636?–1715). Njegov otac je bio kavalirski vojnik, nastanio se za vreme vladavine Čarlsa II i postavljen je za komandu garnizona u Jogalu ubrzo nakon što se Vilijam rodio. Zbog očevog obavljanja dužnosti, Vilijam je detinjstvo proveo u Irskoj, gde je pohađao školu u Kilkeniju. Potom se školovao na Triniti koledžu u Dablinu, gde je upoznao Džonatana Svifta, sklopivši sa njim doživotno prijateljstvo. Nakon diplomiranja, preselio se u London gde je diplomirao u Middle Temple kao student prava. Međutim, osećao je da ga privlači književnost, drama i modni život. Njegovo književno šegrtovanje obavljao je pod paskom Džona Drajdena, vodećeg dramskog pisca tog vremena, od koga je mnogo naučio. Prvobitno je koristio pseudonim „Kleofil” u svojim delima, posebno u romanu čije se postojanje sada pamti samo kroz neskriveno priznanje strogog moraliste, Samjuela Džonsona, koji je nespretno tvrdio da bi „radije hvalio nego čitao. " Godine 1693. Kongrevova prava karijera počela je briljantnim izgledom i trenutnim uspehom njegove prve komedije, Stari neženja. Napisao je još tri drame, a u drugom delu svog života živeo je svakodnevnom rutinom, ne objavljujući nijedno veće delo. Jedan nezaboravan događaj njegovog kasnijeg života bila je poseta Voltera. Smatra se da je Kongrev začudio i odvratio Voltera svojim odbacivanjem ponuđenih pohvala i izrazom njegove želje da se smatra samo bilo kojim drugim džentlmenom bez književne slave. Veliki gospodar skoro svake provincije u carstvu pisma, osim jedine u kojoj je njegov domaćin vladao, odgovorio je da u tom tužnom slučaju Kongrev ne bi primio njegovu posetu.

## Književna karijera
Vilijam Kongrev je oblikovao englesku komediju ponašanja koristeći satiru i dobro napisane dijaloge. Kongrev je stekao slavu 1693. godine kada je napisao neke od najpopularnijih engleskih drama iz perioda restauracije. Ovaj period se odlikovao činjenicom da su u ovom periodu žene počele da igraju uloge koje su njima namenjene, što je bilo evidentno u Kongrevovom delu. Jedna od Kongrevovih omiljenih glumica bila je gospođa En Brejsgirdl, koja je igrala mnoge glavne ženske uloge u njegovim predstavama. Njegova prva drama Stari neženja, napisana da se zabavi dok se oporavlja, izvedena je u Kraljevskom pozorištu, Druri Lejn] 1693. godine. Bio je prepoznat kao uspešan i trajao je dve nedelje kada je otvoren. Kongrevov mentor Džon Drajden dao je oduševljene kritike produkciji i proglasio je za briljantan prvi komad. Druga predstava koja je nastala zvala se Dvostruki trgovac koja nije bila ni približno tako uspešna kao prva produkcija. Do svoje 30. godine napisao je četiri komedije, uključujući Ljubav za ljubav (premijera 30. aprila 1695) postavljenu u pozorištu Linkoln In, koja je bila skoro jednako dobro prihvaćena kao i njegov prvi veliki uspeh, i Put sveta (premijerno marta 1700). Ova predstava je bila neuspešna u vreme produkcije, ali se danas smatra jednim od njegovih remek-dela i još uvek se oživljava. Napisao je jednu tragediju, Ožalošćena nevesta (1697) koja je bila izuzetno popularna u vreme nastanka, ali je sada jedna od njegovih najmanje cenjenih drama. 
Kongreova karijera dramskog pisca bila je uspešna, ali kratka. Ukupno je napisao samo pet drama, napisanih od 1693. do 1700. godine. Ovo je delimično bio odgovor na promene u ukusu, pošto se javnost odustala od vrste seksualne komedije visokih manira za koje se specijalizovao. Kongrev je možda bio primoran da napusti scenu zbog sve veće zabrinutosti oko morala njegovih pozorišnih komedija. Navodno ga je posebno pogodila kritika koju je napisao Džeremi Kolijer, do te mere da je napisao dugačak odgovor, „Izmene lažnih i nesavršenih citata gospodina Kolijera“. Iako više nije na sceni, Kongrev je nastavio svoju književnu umetnost. Napisao je libreta za dve opere koje su tada nastajale, a preveo je i Molijerova] dela. Kao član Vig Kit-Kat kluba, Kongreova karijera se pomerila u politički sektor, pa je dobio i političko imenovanje na Jamajci 1714. od strane Džordža I. Kongrev je nastavio da piše, iako se njegov stil uveliko promenio. Tokom svog boravka na Jamajci, pisao je poeziju umesto celovečernjih dramskih ostvarenja i prevodio dela Homera, Juvenala, Ovidija i Horacija.

## Kasno doba njegovog života
Kongrev se povukao iz pozorišta i živeo do kraja života na ostacima svog ranog rada, honorarima koji je dobijao kada su njegove drame nastale, kao i svojim privatnim prihodima. Njegov rad iz 1700. bio je ograničen na povremene pesme i neke prevode (posebno Molijerovog Monsieur de Pourceaugnac). Sarađivao je sa Vanbruom na engleskoj verziji drame iz 1704. pod nazivom Skuire Treloobi. Kongrev se nikada nije ženio, ali bio je poznat po prijateljstvu sa istaknutim glumicama i plemkinjama za koje je pisao glavne uloge u svim svojim dramama. Među ovim ženama su bile En Brejsgirdl i Henrijeta Godolfin, 2. vojvotkinja od Marlboroa, ćerka čuvenog generala Džona Čerčila, prvog vojvode od Marlboroa. Dugi niz godina je bio intiman sa gospođom Bracegirdl, glavnom damom njegovih drama. U kasnijim godinama bio je u stalnoj poseti vojvotkinji od Marlboroa i veruje se da je bio otac vojvotkinjine ćerke, ledi Meri Godolfin (1723.–1764). Nakon svoje smrti, ostavio je celo svoje bogatstvo vojvotkinji od Marlboroa, koja je podigla spomenik u njegovo sećanje. Već 1710. Kongrev je patio  od gihta i od katarakte na očima. Doživeo je saobraćajnu nesreću krajem septembra 1728. kada je otišao u Bat sa vojvotkinjom od Marlboroa i Džonom Gejem da se oporavi od duge bolesti. Tamo mu se kočija prevrnula, a on je zadobio unutrašnje povrede od kojih se nikada nije oporavio. Preminuo je u Londonu] u januaru 1729. i sahranjen je u kutku pesnika u Vestminsterskoj opatiji.

## Njegova dela
- Stari neženja (1693.), komedija[3]

- Dvostruki trgovac (1693.), komedija[4]

- Ljubav za ljubav (1695.), komedija[5]

- Ožalošćena nevesta (1697.), tragedija[6]

- Put sveta (1700.), komedija[7]

- Monsieur de Pourceaugnac (1704.), prevod[8]

## Literatura
- William Congreve, Britannica
- Theatre history, William Congreve
- William Congreve
- New world encyclopedia
- William Congreve biography